# Mark Billingham
Mark Billingham (ur. 2 lipca 1961 w Birmingham) – brytyjski pisarz, autor powieści kryminalnych.
Był twórcą cyklu powieściowego z inspektorem Tomem Thorne’em, na podstawie którego nakręcono serial filmowy. Za postać tę otrzymał nagrodę Sherlocka. Powieści Mięczak i Tajemnica były nominowane do nagrody Złotego Sztyletu (2002 i 2009). Kokon, Mięczak, Ofiary, Podpalona, Zapomniani, Uprowadzony, Tajemnica, Naśladowca, Pułapka, Presja, Impuls śmierci i Mściciel uplasowały się na liście bestsellerów pisma Sunday Times.

## Tom Thorne
1. Kokon
2. Mięczak
3. Ofiary
4. Podpalona
5. Zapomniani
6. Uprowadzony
7. Mściciel
8. Naśladowca
9. Pułapka
10. Presja
11. Perswazja
12. Kości
13. Czas śmierci
14. Love Like Blood (2017)
15. The Killing Habit (2018)
16. Their Little Secret (2019)
17. Cry Baby (prequel Kokona) (2020)